# Euthynnus lineatus
Euthynnus lineatus és una espècie de peix de la família dels escòmbrids i de l'ordre dels perciformes.

## Morfologia
Els mascles poden assolir els 84 cm de longitud total i els 9.120 g de pes.

## Distribució geogràfica
Es troba des de San Simeón (Califòrnia, Estats Units) fins a les Illes Galápagos i el nord del Perú.